# Могилянский, Матвей Матвеевич
Матвей Матвеевич Могилянский (1805 — до 1878) — русский государственный деятель, товарищ министра народного просвещения. Тайный советник.

## Биография
После окончания Страсбургского университета 17 сентября 1826 года поступил на службу в канцелярию Новороссийского генерал-губернатора; с 3 августа 1827 года служил в канцелярии Киевского военного губернатора.
с 4 марта 1837 года служил в ведомстве Министерства народного просвещения. В чин действительного статского советника был произведён 20 декабря 1854 года, в чин тайного советника — 30 августа 1860 года.
В 1855—1856 годах был директором Нежинского юридического лицея, затем помощником попечителя Киевского учебного округа. В 1859 году был назначен на должность попечителя Одесского учебного округа.
Одним из важных направлений его деятельности на должности попечители округа стало содействие в получении образования в России юношам из Болгарии, Сербии, Чехии и других славянских земель. Учитывая, что значительная часть выходцев из славянских стран обучались в учебных заведениях Одессы, М.М.Могилянский в своей записке в министерство поделился собственными размышлениями по этому поводу. Он утверждал, что впервую  очередь  это  «вопросполитический»,  и  для  его  решения  государство  должно оказывать материальную помощь как учебным заведениям, в которых получают образование студенты-славяне,  так  и самим студентам.  Попечитель отметил вклад  благотворительных организаций в решение данной проблемы, особо подчеркнув, что «в Одессе образованию славян помогает Одесское болгарское настоятельство».
В 1860 году М. М. Могилянский разработал свой проект преобразования Ришельевского лицея в университет. В конце 1860 года Могилянский был назначен чиновником Главного правления училищ в Санкт-Петербурге, но ещё временно управлял Одесским учебным округом. В начале 1861 года он приехал в Петербург и 4 февраля представил императору свой проект. Александр II поддержал его, но не счёл возможным выделить средства на его реализацию. Вернувшись в Одессу, Могилянский в конце марта 1861 года обратился к Совету лицея с предложением разработать новый проект, который был предоставлен 17 апреля того же года. Согласно этому проекту Ришельевский лицей как институт включал 4 факультета: словесный, юридический, физико-математический и камерально-агрономический с четырёхлетним курсом для каждого из них.  Только 10 июля 1862 года император согласился с мнением Совета министров и повелел учредить в Одессе университет, базой для которого стал Ришельевский лицей.
Был назначен товарищем министра народного просвещения 1 июля 1863 года. В этой должности в 1865 году изучал в Дерптском учебном округе вопрос создания в прибалтийском крае русских гимназий с преподаванием местных языков. Отчёт члена Совета Министра народного просвещения, тайного советника Могилянского подтвердил неудовлетворительное положение русского языка в гимназиях края, однако Могилянский поддержал позицию министра просвещения А. В. Головнина, что меры, уже принятые для усиления позиций русского языка в крае, достаточны. Тем не менее, Комитет министров поддержал генерал-губернатора Прибалтики графа П. А. Шувалова и 1 июня 1867 года император разрешил открыть в Риге русскую гимназию с присвоением ей наименования Александровской.
Был награждён орденами: Св. Анны 1-й (1872) и 2-й степеней, Св. Станислава 1-й степени, Св. Владимира 3-й степени.